# Геєшть (Муреш)
Геєшть, Геєшті (рум. Găiești) — село у повіті Муреш в Румунії. Входить до складу комуни Акецарі.
Село розташоване на відстані 247 км на північний захід від Бухареста, 15 км на південний схід від Тиргу-Муреша, 90 км на південний схід від Клуж-Напоки, 112 км на північний захід від Брашова.

## Населення
За даними перепису населення 2002 року у селі проживали 385 осіб.
Національний склад населення села:
| Національність | Кількість осіб | Відсоток |
| -------------- | -------------- | -------- |
| угорці         | 333            | 86,5%    |
| цигани         | 51             | 13,2%    |

Рідною мовою назвали:
| Мова      | Кількість осіб | Відсоток |
| --------- | -------------- | -------- |
| угорська  | 333            | 86,5%    |
| циганська | 51             | 13,2%    |